# Барбарис колючий
Барбари́с колю́чий (лат. Berberis actinacantha) — кустарник, вид рода Барбарис (Berberis) семейства Барбарисовые (Berberidaceae). Произрастает в Чили.

## Распространение
Барбарис колючий является эндемиком Чили и встречается от региона Антофагаста на севере до региона Араукания в центральной части страны. Произрастает на высоте от 100 до 1900 метров над уровнем моря.

## Описание

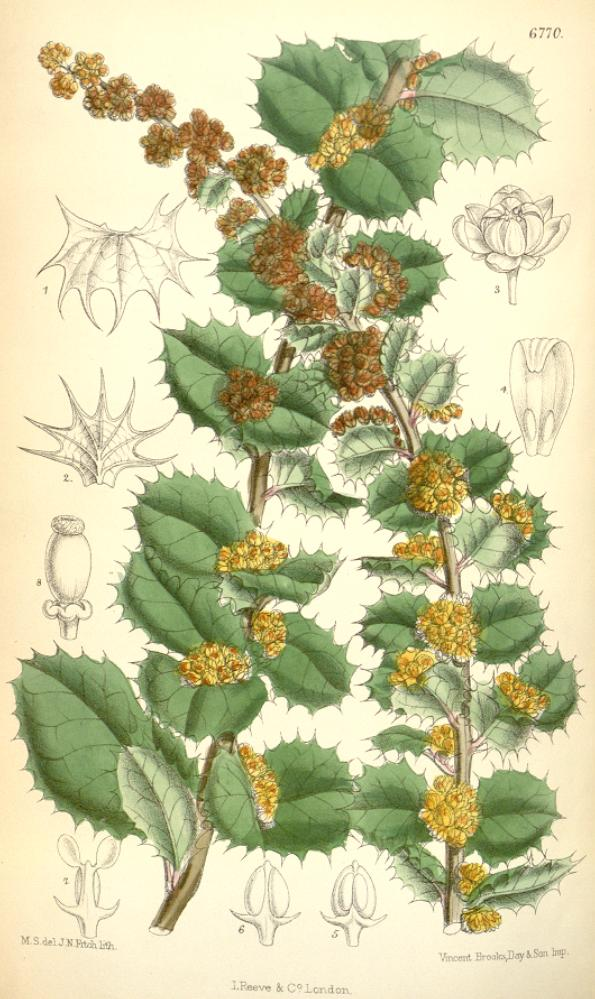
Иллюстрация 1884 года.

Барбарис колючий представляет собой кустарник 1,2 м высотой. Листья 2-3 см длиной, круглые, овальные, по краю крупно-зубчатые, на концах зубцов с длинными острыми шипами, зеленые, блестящие, снизу бледно-зеленые, с заметным жилкованием. Цветки мелкие, желтые, многолепестные в пазушных кистях. Плоды темно-синие с сизым налетом, шаровидные.

## Синонимы
Синонимы таксона:
- Berberis crispa
- Berberis florida
- Berberis congestiflora var. hakeoides
- Berberis hakeoides
- Berberis brachyacantha
- Berberis variiflora
- Berberis coquimbensis